# 中国史学史
中國史學之發展，可分為古代、近代、現代三個階段。古代史學史，包括先秦、秦漢、唐朝、清朝乾嘉時期，中唐以後設置史館，纂修實錄，並形成修史制度。鴉片戰爭之後，中國傳統史學引入西學史學方法。

## 歷代史學發展

### 三皇五帝
- 據傳說，黃帝時期，中國就設有史官。漢字的發明者倉頡就是黃帝的史官[1]，他為了記錄史事而創造了不少漢字[2]。劉知幾於《史通‧史官建制》曰：“蓋史之建官，其來尚矣。昔軒轅氏受命，倉頡、沮誦實居其職。至於三代，其數漸繁。”

### 商
- 商代的史官，負責主持祭祀。

### 东周
周代時已經具有人文主義精神，周公言：「皇天無親，惟德是輔」，周人雖然還保留殷人的許多自然神並加以祭祀，但這個神是屬於「人格神」，上天對人間政權具有充分得自主決定權。換言之，天命是受繫於人事，政權移轉，歷史的推動不是天意或人事一方面就可以單獨專決的。
- 《春秋》是中國傳世最早的一部編年體史書，原是魯國的國史。

### 春秋戰國
春秋之際，時代劇變，先秦諸子各提出不同思想與歷史觀，陰陽家序四時之順，儒家重君臣父子之禮，列夫婦長幼之別，法家正君臣上下之分，墨家彊本節用，名家器名實，道家使人精神專一。各家爭鳴，皆期能於亂世之中發跡，進而成為顯學，以道救世。
《尚書》，為先秦時代政事文獻的彙編，內容以上古及夏、商、周的君王重臣進行宣示佈告的講話記錄為主。《尚書》為中國文學散文創作之祖，文風質樸。

### 漢朝

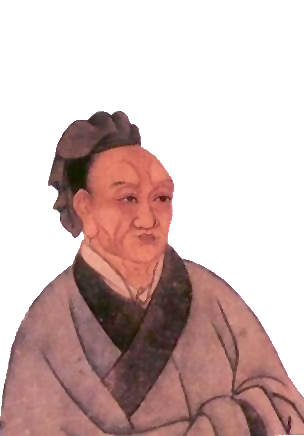
司马迁画像

至兩漢時，在經學的瀰漫下，中國的已經完成「前三史」。
- 漢朝司馬遷的《史記》，提出“究天人之際，通古今之變，成一家之言”的著述宗旨。
- 班固的《漢書》，“文贍而事詳”，僅記西漢一代史事，開創了紀傳體斷代史之先河。

### 魏晉南北朝
魏晉時期，因儒家失去原有的權威，個人意識覺醒，士人在分崩離析中發現自我，從傳統的束縛中解放，故此期的史學特色是將志異、雜傳入史。据《隋书·经籍志》载，有关汉末至晋朝时期的著作很多，杂史类有《汉灵、献二帝纪》、《山阳公载记》、《汉末英雄记》、《魏武本纪》、《魏尚书》、《魏晋世语》、《魏末传》、《吕布本事》、《晋诸公赞》、《晋后略记》、《典略》等，逯耀东统计漢晉時期的杂传多达493种。
東漢末年以後，史学有简化的趨勢，傅玄“讥后汉之尤烦”，裴松之批评《三国志》“失在于略”。《后汉书》卷62《荀悦传》：“帝好典籍，常以班固《汉书》文繁难省，乃令悦依《左氏传》体以为《汉纪》三十篇，诏尚书给笔札。”蒙文通亦表示说：“言史贵约，实晋人之创论。”

### 唐朝
唐太宗時，設立史館修前史、著當朝實錄，立起居郎專掌記注，史家從私人修史變成國營企業化，以後的國史皆是如此
- 唐太宗命人修《晉書》、《隋書》等史書，合稱唐初八史。
- 杜佑著有《通典》。
- 劉知幾著中國第一部關於史學評論的專書《史通》。

### 宋朝
宋朝史學發達，史家陳寅恪說：“中國史學，莫盛於宋”。宋朝有多個官方修史機構，如起居院、日曆所、實錄院、國史院、會要所等。宋代《神宗实录》重修五次之多，形成了墨本、朱本、新本三种版本。邹志峰在《宋代考据史学三题》中说：“宋代无论官修史书还是私家修史，都形成了一种良好的史学传统，即在史著正文下以注文的形式附录签帖考异，以明示去取之意，这是宋代史学家治史严谨的最好例证。这种传统早在官修《宋太祖实录》开始以朱墨杂书时已见萌芽。”
宋朝最著名的史學著作當屬司馬光主編的《資治通鑒》，敍事上起周烈王廿三年（西元前403年），下迄周世宗顯德六年（西元959年），是一部編年體通史。至南宋時，鄭樵著有《通志》，與唐杜佑《通典》、元馬端臨《文獻通考》合稱「三通」。此外重要的史學著作還有薛居正編修的《舊五代史》和歐陽修私撰的《新五代史》。還有范成大《吳郡志》、孟元老《東京夢華錄》、周密《武林舊事》等。

### 元朝
- 元順帝時修成《宋史》、《遼史》、《金史》三部紀傳體正史。
- 元朝原本有自成吉思汗以降的諸皇帝實錄，稱《元十三朝實錄》，但明以後亡佚。

### 明朝
明朝私人修史的風氣盛行。
- 明太祖攻下大都後即派人修《元史》，前後花了不到一年時間。
- 明朝歷代皇帝都有實錄，合成《明實錄》。

### 清朝
- 乾隆時修成正史《明史》。
- 清朝歷代皇帝除宣統帝外都有實錄，現在一般將清朝十一位皇帝的實錄和《宣統政紀》合并成《清實錄》出版。
- 章學誠為清代最具代表性的史學家，同時也是中國傳統史學最後一位的史學家。六經皆史乃章學誠著名的論點，並著有《文史通義》。

### 民國
錢穆著有《國史大綱》上下兩冊，序中自稱“必能将我国家民族已往文化演进之真相，明白示人，为一般有志认识中国已往政治、社会、文化、思想种种演变者所必要之知识”，再者“能于旧史统贯中映照出现中国种种复杂难解之问题，为一般有志革新现实者所必备之参考”。《國史大綱》很大的一個“特色”是不列注解，不引任何書目。

### 共和国
金毓黻著《中國史學史》（1962年）一书说：“史官記註、官署檔案、州郡計書、文士別錄、金石之志、地下之藏無一不為史料。如何葺錄、保存、考訂、編次，以至傳世行遠，吾國先哲，實優為之。”

## 中國史學特別之處
- 論贊：中國的史書，自《左傳》以降，無論正史，甚至記事本末，在文章之後還有一個歷史家抒發自己意見的天地，稱為「論贊」（或稱史贊），是中國傳統史學特別為撰史者留下的空間。論贊的頭銜雖是五花八門，不過意思都是一樣的，即是在嚴肅而客觀地敘述歷史事實之後，可以主觀地在論贊中發表對歷史事件的議論和歷史人物的評價。
- 體例：中國史書除了正史，尚有別史、史評、記事本末體等體例，每種體例，各有其千秋。
- 內容：內容方面，太史公已降，正史除卻〈本紀〉、〈世家〉、〈列傳〉等記人體例之外，尚有〈書〉、〈表〉等系統，〈書〉分類記述各種典章制度，除包含政經、法令、職官、軍事外，亦記述天文、地理、曆法、圖書，〈表〉則提供查閱史事的方便。
- 敘事：中國的歷史總有不失真且膾炙人口的敘事，例如太史公將鴻門宴的場景與人物個性描述的栩栩如生，讀者若有親臨其境之感。
- 職務：司馬遷《史記‧報任少卿書》：「文史星曆，近乎卜祝之間。」 可見中國史官與西方史家不同之處在於早期的史官除著史以外，還得兼任天文曆法，後來則回歸記錄，如班固《漢書‧藝文志》：「古之王者世有史官，君舉必書，所以慎言行、昭法式也。左史記言，右史記事。」

## 外部連結
- 古偉瀛：〈撰史憑誰定良窳？──試論「良史」的變與不變 （页面存档备份，存于）〉。
- 黃俊傑、古偉瀛：〈中國傳統史學與後現代主義的挑戰：以「事實」與「價值」的關係為中心（页面存档备份，存于）〉。
- 汪榮祖：〈西方史家對所謂「儒家史學」的認識與誤解 （页面存档备份，存于）〉。
- 黃兆強：〈返本開新－中國史學上的褒貶傳統（页面存档备份，存于）〉。
- 周一良：〈略论南朝北朝史学之异同（页面存档备份，存于）〉。
- 周一良：〈魏晋南北朝史学与王朝禅代（页面存档备份，存于）〉。
- 王晴佳、Georg G. Iggers：〈中西史學思想比較－－以西方歷史哲學與儒家思想為中心 （页面存档备份，存于）〉。
- 王晴佳：〈中国史学的元叙述：以“文化中国”说考察正统论之意涵（页面存档备份，存于）〉。
- 王晴佳：〈中國近代「新史學」的日本背景──清末的「史界革命」和日本的「文明史學」 （页面存档备份，存于）〉。
- 王晴佳：〈從整理國故到再造文明：五四時期史學革新的現代意義（页面存档备份，存于）〉。
- 羅志田：〈“文革”前十七年中國史學的片斷反思（页面存档备份，存于）〉。
- 黄进兴：〈后现代主义与中国＂新史学＂的碰撞（页面存档备份，存于）〉。
- 汪榮祖：〈後現代思潮下中國現代史學的走向（页面存档备份，存于）〉。